# Венетико
Венетико (итал. Venetico) — коммуна в Италии, располагается в области Сицилия, подчиняется административному центру Мессина.
Население составляет 3691 человек, плотность населения составляет 923 чел./км². Занимает площадь 4 км². Почтовый индекс — 98040. Телефонный код — 090.

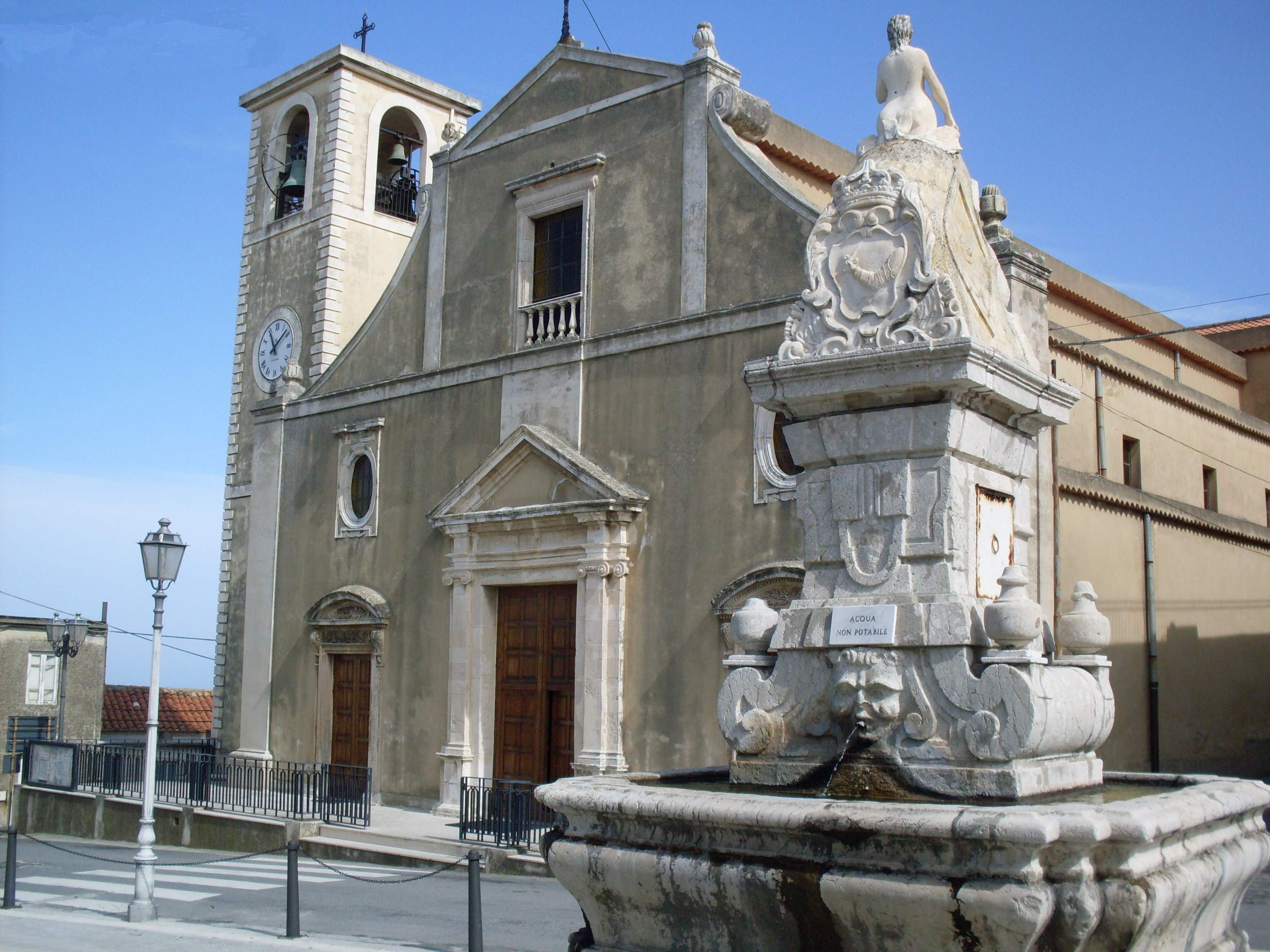
Храм святителя Николая.

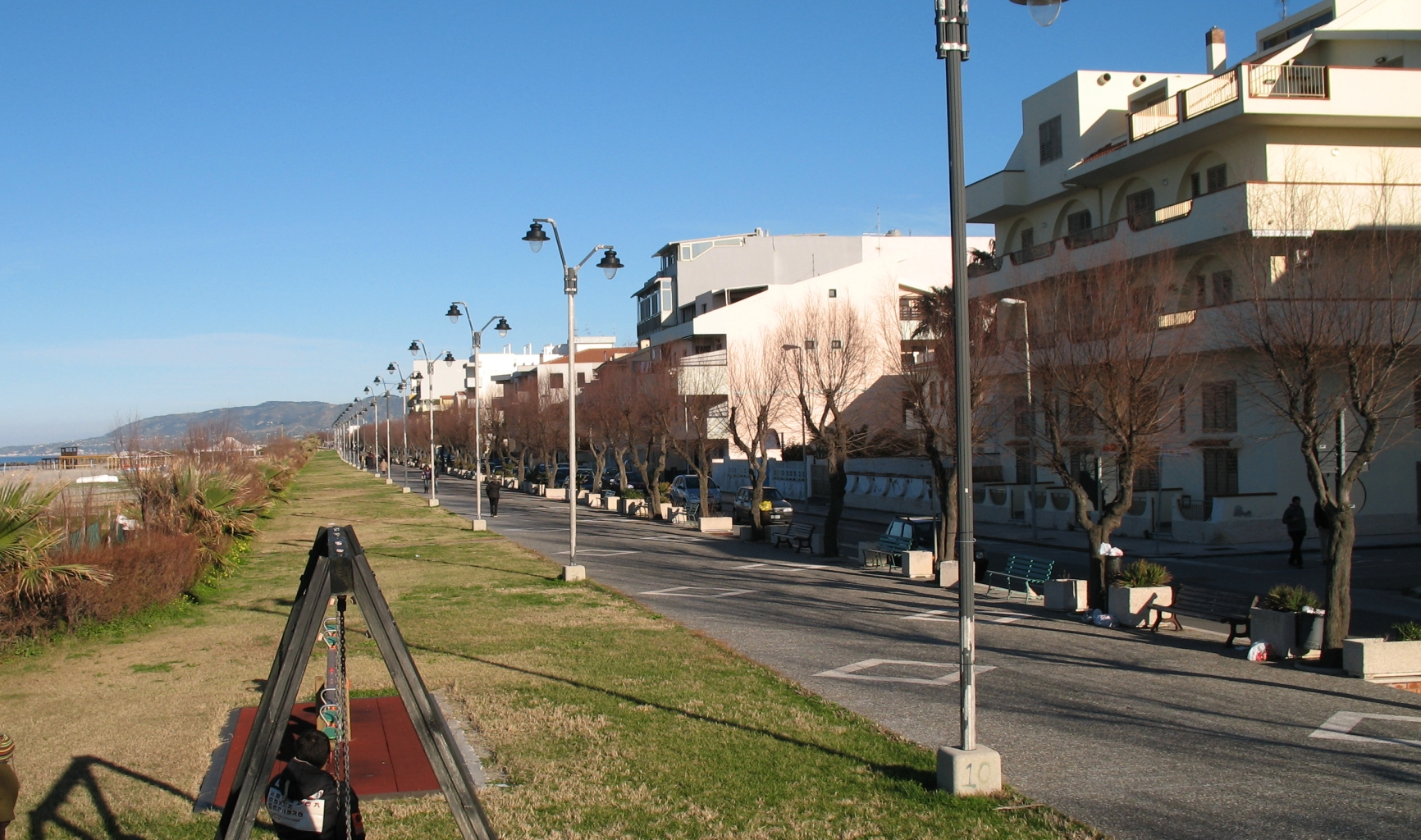
Венетико: на набережной в зимний период.

Покровителями коммуны почитаются Пресвятая Богородица (Madonna del Carmelo) и святитель Николай Мирликийский, празднование 16 июля, 6 августа и 6 декабря.